# Simon Crean

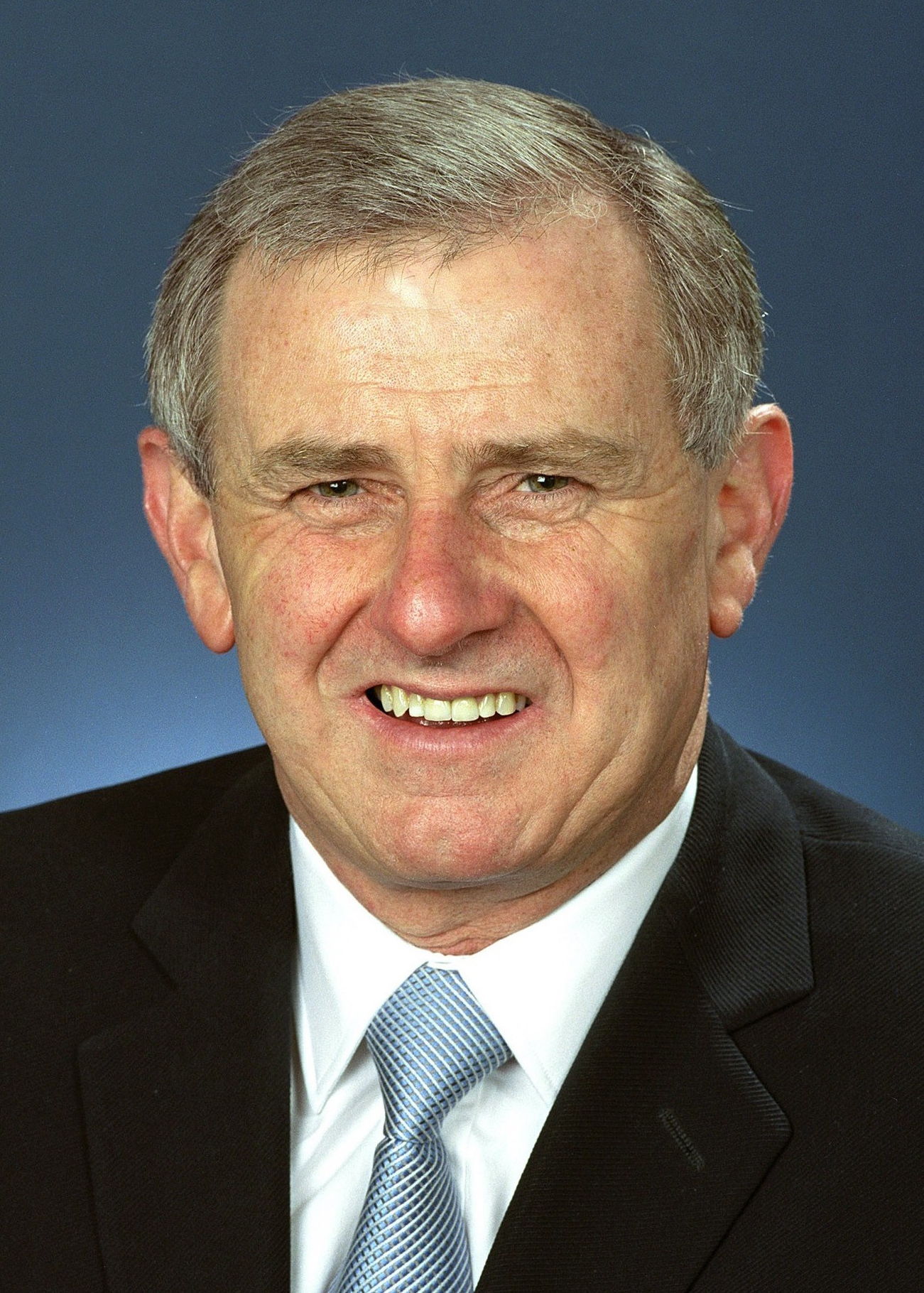
Simon Crean

Simon Findlay Crean AC (* 26. Februar 1949 in Melbourne, Victoria; † 25. Juni 2023 in Berlin) war ein australischer Politiker und war in den Jahren 2001 bis 2003 Vorsitzender der Australian Labor Party. 2007 bis 2010 war er Handelsminister in der Regierung von Premierminister Kevin Rudd sowie Minister für Regionalentwicklung und Minister für Kultur und Kunst unter Julia Gillard.

## Frühes Leben
Simon Crean wurde 1949 in Melbourne geboren. Sein Vater Frank Crean war Abgeordneter auf Bundesebene für die Australian Labor Party in den Jahren 1951 bis 1977 und u. a. Schatzmeister, Handelsminister und Vize-Premierminister unter Gough Whitlam. Sein Bruder, David Crean, ist ein ehemaliger Labor-Abgeordneter für das Parlament von Tasmanien. Crean besuchte die Middle Park Central School, die Melbourne High School und schließlich die Monash University, an der er seinen Bachelor of Laws und seinen Bachelor of Economics erhielt. Anschließend arbeitete Crean in einigen Gewerkschaften, bevor er 1979 Generalsekretär der Storemen and Packers Union wurde.
Nachdem sich sein Vater 1977 aus der Bundespolitik zurückgezogen hatte, wurde der Abgeordnetensitz für den Wahlbezirk Melbourne Ports frei. Für diesen bewarb sich Simon Crean, verlor jedoch in der innerparteilichen Vorwahl in der ALP gegen Clyde Holding. Im Jahr 1981 wurde Crean Vizepräsident des Australian Council of Trade Unions (ACTU), der größten Interessensvertretung für australische Arbeitnehmer, und 1985 deren Präsident. Er spielte eine wichtige Rolle in den Verhandlungen mit der Labor-Regierung um Bob Hawke, als höhere Löhne und weitere industrielle Probleme besprochen wurden. Im Jahr 1990 verließ Crean die ACTU um hauptberuflich in die Politik zu wechseln.
Bei den Bundeswahlen 1990 wurde er für den Wahlbezirk Hotham in das australische Repräsentantenhaus gewählt und unmittelbar darauf von Bob Hawke zum Minister für Bildung und Technologie bestimmt. Ein Jahr später wurde Crean Minister für Primärindustrie und Energie, so wie 1993 Arbeits- und Kultusminister.

## Politische Karriere

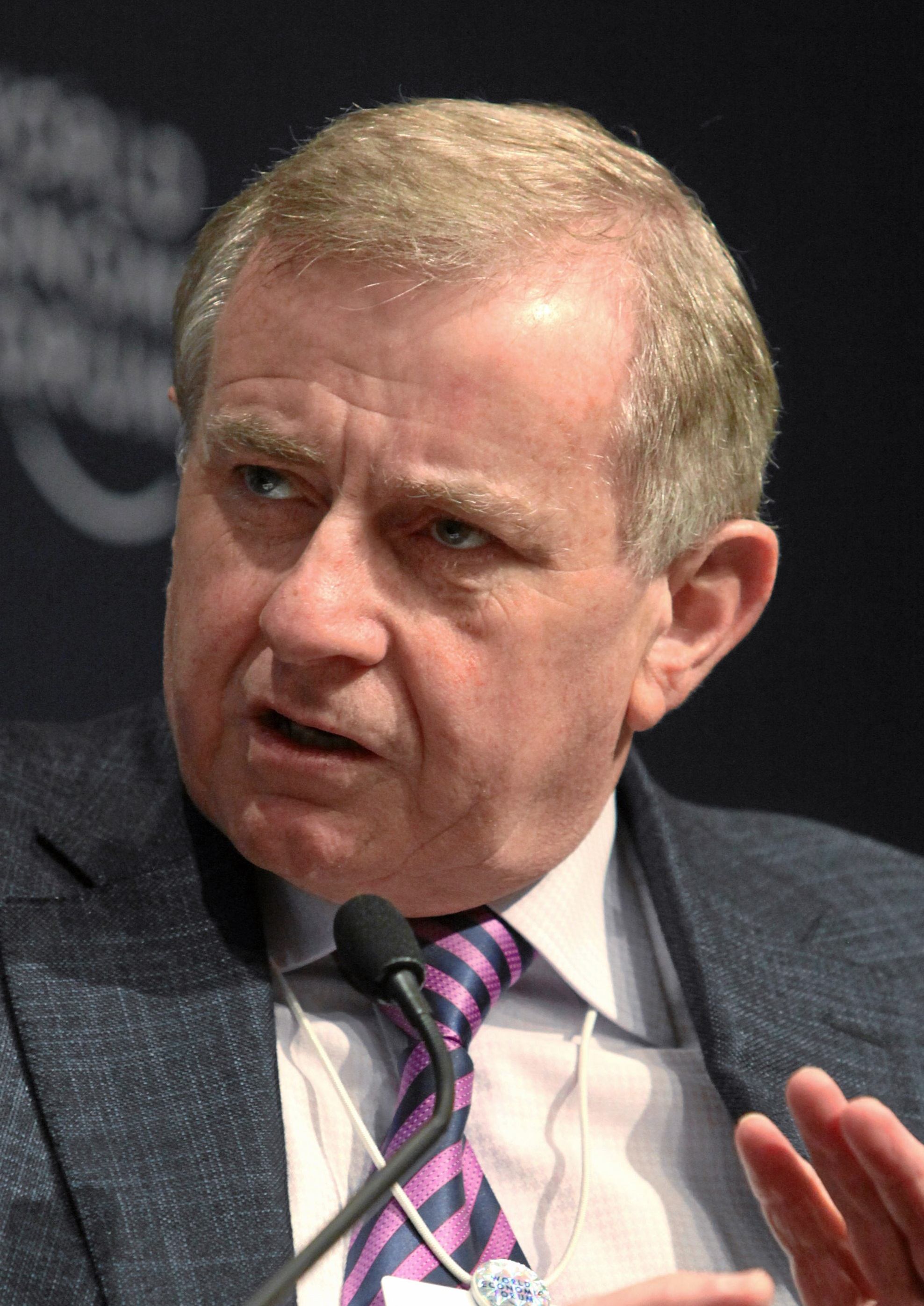
Crean während des WEFs 2010

### Als Parteivorsitzender
Nach der Niederlage der Labor Party bei den Bundeswahlen 1996 trat Simon Crean gegen Gareth Evans an, verlor allerdings mit 42 zu 37 Stimmen. Bis zur erneuten Wahlniederlage 1998 war Crean in der Opposition vertreten. In diesem Jahr wurde er schließlich zum Vize-Parteivorsitzenden gewählt und übernahm auch das Amt als Oppositions-Schatzmeister von Evans. Im November 2001 folgte Crean ohne Gegenkandidaten auf den zurückgetretenen Kim Beazley als Parteivorsitzender. Zuvor hatte die Labor Party ihre dritte Wahlniederlage in Folge erlitten.
Am 4. Februar 2003 verurteilte Crean mit seiner Partei die Entscheidung des amtierenden Premierminister John Howard die australischen Truppen in den Irakkrieg zu involvieren. Aufgrund schlechter Umfragewerte gegenüber dem aktuellen Premier Howard im Hinblick auf die nächste Wahl, forderten mehrere Verantwortliche der Partei, Crean am 27. November 2003 zum Rücktritt auf. Am nächsten Tag folgte Crean dieser Aufforderung und legte sein Amt nieder. Somit war er der erste Parteivorsitzende der Australian Labor Party, der die Partei nie in eine Wahl führte.

### Nach dem Rücktritt vom Parteivorsitz
Nach Creans Rücktritt wurde Mark Latham knapp vor Kim Beazley zum neuen Parteivorsitzenden gewählt. Dieser ernannte Crean umgehend zum Oppositions-Schatzmeister. Die anschließende Niederlage bei den Bundeswahlen 2004 wurde Crean teilweise angelastet, so dass er von seinem Posten zurücktrat. Latham ernannte ihn jedoch daraufhin zum Oppositions-Handelsminister.
Im Juni 2005 wurde Crean von Beazley, der mittlerweile wieder ALP-Vorsitzender war, zum Oppositions-Minister für regionale Entwicklung bestimmt, was eine deutliche Herabsetzung bedeutete. Auch aufgrund einer Entscheidung von Beazley musste Crean gegen Martin Pakula, einen seiner früheren Gewerkschaftsmitarbeiter, in einer Vorwahl um seinen Abgeordnetensitz antreten. Hierbei wurde er unter anderem von Julia Gillard unterstützt, weil Beazley keinen Kandidaten öffentlich befürwortete. Da auch Abgeordnete in dieser Region Stimmrecht besitzen, gewann er schließlich mit 70 % der Stimmen in der ersten Wahlrunde, woraufhin sich sein Konkurrent aus der Wahl zurückzog.
Im Dezember 2006 folgte Kevin Rudd als Labor-Vorsitzender auf Bundesebene. Daraufhin wurde Crean erneut zum Oppositions-Handelsminister und Oppositions-Minister für regionale Entwicklung ernannt. Nach dem Wahlsieg Rudds 2007 ernannte dieser Crean zum Handelsminister. Nachdem 2010 Julia Gillard zur Premierministerin gewählt worden war, übernahm Crean das Ministerium für Bildung. Nach einer Kabinettsumbildung wurde Crean Minister für Kultur und Kunst (Minister of the Arts) sowie Minister für Regionalentwicklung, Infrastruktur und Regionalverwaltung. Aufgrund schlechter Umfragewerte forderte Crean Gillard 2013 zum Rücktritt auf. Daraufhin wurde Crean aus dem Kabinett entlassen. Im selben Jahr kündigte er seinen Rückzug aus der Politik an.
In seinen 18 Jahren als Abgeordneter saß Crean immer in der ersten Reihe des Repräsentantenhauses. Er war neben Jack Beasley der einzige Minister der unter vier verschiedenen Labour Regierungen diente. 
Für herausragende Verdienste um das australische Volk und das Parlament, um die Hochschulbildung, um die Wirtschaft und um die Arbeitsbeziehungen wurde er 2024 posthum zum Companion des Order of Australia ernannt.